# Diaphorocellus albooculatus
Diaphorocellus albooculatus is een spinnensoort uit de familie Palpimanidae. De soort komt voor in Namibië.